# Liparetrus curtulus
Liparetrus curtulus är en skalbaggsart som beskrevs av Hermann Burmeister 1855. Liparetrus curtulus ingår i släktet Liparetrus och familjen Melolonthidae. Inga underarter finns listade i Catalogue of Life.